# Hiroko Kondo
Hiroko Kondo（ヒロコ・コンドウ）は日本のフレグランス・アーティスト。

## 来歴
1997年、オーガニック化粧品、アロマセラピー・アソシエイツを日本に初めて導入。その後、独自のブレンドによるフレグランスやボタニカルコスメのプロデュースを開始し、2006年オリジナルスキンケアブランドHiroko.Kを立ち上げた。
2007年からは、レストラン、ジョエル・ロブションのパウダールーム用商品、リッツカールトン東京や日航ホテルアリビラ、セレスティンホテルのホテル･アメニティ商品などを独自開発･提供。そのほか、公共空間に漂わせる空間フレグランスを考案し、マンダリンオリエンタル東京、リッツカールトン東京、ジョエル・ロブションなどで使用されている。